# 身体障害者補助犬
身体障害者補助犬（しんたいしょうがいしゃほじょけん）、アシスタントドッグ（英: assistance dog）、サービスドッグ（英: service dog）は、人を助けるイヌである。

## 種類
- 介助犬 - 肢体不自由者の手助けをする
- 自閉症補助犬（英語版） - 自閉症者の手助けをする
- 精神科補助犬（英語版） - 精神障害者の手助けをする
- 聴導犬 - 聴覚障害者の手助けをする
- 発作対応犬（英語版） - てんかん患者の手助けをする
- 盲導犬 - 視覚障害者の手助けをする

## 各国における補助犬

### 日本
身体障害者補助犬法では、盲導犬・聴導犬・介助犬の3つが規定されている。日本においては、精神障害をサポートする犬などは施設等の利用においてペットと同等に扱われる。
- 日本補助犬協会 - 身体障害者補助犬の育成、訓練、無償貸与等を行う公益財団法人
- 紙ふうせん - 身体障害者補助犬法施行応援歌『補助犬トリオ』を自作自演している。

### アメリカ合衆国
- 裁判所施設犬（英語版） - 裁判所・法執行機関・児童擁護センターで働き、犯罪被害者を支援する犬